# Atlanta-Fulton County Stadium
Le Atlanta-Fulton County Stadium (Atlanta Stadium de 1965 à 1976) était un stade de baseball, de football américain et de football construit à Atlanta aux États-Unis. Le bâtiment a été ouvert au public au printemps 1965 après 50 semaines de travaux pour un budget d'environ 18 millions USD.
De 1966 à 1996 il fut le domicile d'une équipe de baseball MLB évoluant dans la division Est de la Ligue nationale, les Braves d'Atlanta puis aussi des Falcons d'Atlanta de la NFL entre 1966 et 1991. Les Atlanta Chiefs y ont joué à plusieurs reprises entre 1967 et 1969, 1971 et 1972 puis enfin entre 1979 et 1981. Ce fut également le stade des Atlanta Crackers (IL) pendant leur bref passage en 1965. Jusqu'en 1976, le stade s'appelait simplement Atlanta Stadium. Sa capacité était de 52 007 places pour le baseball et de 60 606 places pour le football américain.

## Histoire
Le Atlanta Stadium fut terminé le 9 avril 1965 et devait être le nouveau stade de baseball de la franchise des Braves qui jouait à Milwaukee. Une décision judiciaire retarda d’une année l’arrivée de l’équipe à Atlanta. L’équipe de baseball des Atlanta Crackers (International League) occupa le stade pendant la saison 1965 avant de partir pour Richmond en Virginie.
En 1966, la Ligue nationale confirme le déménagement des Braves depuis Milwaukee. Dans le même temps, la NFL accorde à Atlanta une franchise d’expansion, les Falcons, qui joueront leur premier match dans l'enceinte le 27 août 1966. Ces deux équipes vont élire domicile dans le nouveau stade, rejoint l’année suivante par l’équipe de football des Atlanta Chiefs. Le premier match de saison régulière des Braves au Atlanta Stadium fut joué le 12 avril 1966 contre Pittsburgh, la foule vit les Braves perdre 3-2.
Le 8 avril 1974, devant 53 775 spectateurs, Hank Aaron frappe son 715e coup de circuit en carrière, battant le record de Babe Ruth datant de 1935.
Ted Turner rachète la franchise des Braves en 1976 et le stade est renommé Atlanta-Fulton County Stadium.
En 1981, les Chiefs disparaissent du championnat de football et les Falcons jouent leur dernier match dans ce stade le 15 décembre 1991 puis déménagent pour le Georgia Dome. Les Braves sont alors la seule équipe résidente. Ils remportent la Série mondiale en 1995.
Lors des Jeux olympiques d'été de 1996, le stade accueille le tournoi de baseball remporté par Cuba. Le 21 juillet, le frappeur désigné cubain Orestes Kindelan envoie la balle à 159 mètres, établissant le record de distance pour un coup de circuit dans le stade.
La dernière rencontre de baseball fut jouée le 24 octobre lors de la 5e partie de la Série mondiale 1996 entre les Yankees de New York et les Braves d'Atlanta.
Le stade olympique, transformé en Turner Field après les Jeux olympiques, devient la nouvelle demeure des Braves d’Atlanta en 1997. Le 2 août 1997, le Atlanta-Fulton County Stadium est détruit.

## Conception
La forme ronde et fermée du stade était typique des enceintes omnisports des années 1960 et 1970. Le stade a été longtemps célèbre pour la mauvaise qualité de sa pelouse jusqu'au début des années 1990.
Avant l'arrivée d'une franchise MLB à Denver au Colorado en 1993, l'enceinte d'Atlanta était la plus haute du baseball majeur (460 mètres d'altitude). Cette situation était favorable aux frappeurs de longues balles et a donné son surnom du stade : le Pas de tir (The Lauching Pad en anglais). Le facteur altitude a surement permit à Hank Aaron d'atteindre son record de coups de circuits plus rapidement qu'il ne l'aurait fait à Milwaukee.
Le stade a été rénové pour la saison 1996 en vue du tournoi de baseball des Jeux olympiques d'été de 1996.

## Démolition
Le Atlanta-Fulton County Stadium a été démoli par implosion le 2 août 1997. Un parking pour le Turner Field est construit au même endroit, avec un tracé des limites de l’ancien terrain et surtout une plaque marquant le point de chute du 715e coup de circuit historique frappé par Hank Aaron le 8 avril 1974.
Le stade a été démoli la même année qu'un autre bâtiment sportif d'Atlanta, le Omni Coliseum. Le Coliseum était l'ancien domicile des Hawks d'Atlanta de la NBA et des Flames d'Atlanta de la LNH.

## Événements
- Match des étoiles de la Ligue majeure de baseball 1972, 25 juillet 1972
- Concerts de The Jacksons les 29 et 30 octobre 1984 dans le cadre de leur Victory Tour devant 62.000 spectateurs.
- World Series, 1991, 1992, 1995 et 1996
- Tournoi de baseball des Jeux olympiques d'été de 1996, 20 juillet-2 août 1996

## Dimensions
1966-68 & 1974-96 
 Left field: 330 pieds (ft.) 
 Left-Center: 385 ft. 
 Center Field: 402 ft. 
 Right-Center: 385 ft. 
 Right Field: 330 ft. 
 1969-72 
 Left field: 330 pieds (ft.) 
 Left-Center: 375 ft. 
 Center Field: 402 ft. 
 Right-Center: 375 ft. 
 Right Field: 330 ft. 
 1973 seulement 
 Left field: 330 pieds (ft.) 
 Left-Center: 375 ft. 
 Center Field: 402 ft. 
 Right-Center: 385 ft. 
 Right Field: 330 ft.

## Galerie

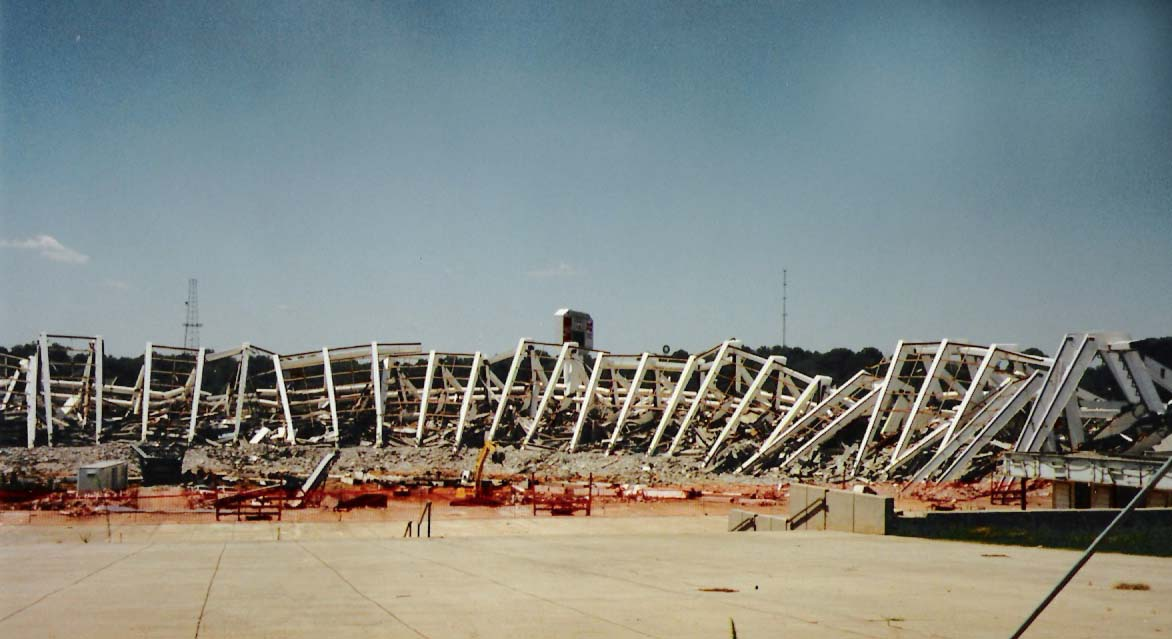
Démolition du stade

### Source
- (en) Historique du stade sur le site des Braves d'Atlanta